# Thierry Arnaud
Thierry Arnaud, né en 1960, est un navigateur et skipper professionnel français.

## Biographie
Il participe à la 1 ère Mini Transat française (Brest,Pointe à P
itre) en 1985 sur un prototype 6,50 construit par le Chantier Pichavent en bois moulé.
En 1992 il se lance dans le Vendée Globe sur Le Monde informatique. Le bateau n'ayant été mis à l'eau que deux mois avant le départ, Une malfaçon sur la fixation de son lest l'oblige a  abandonner rapidement.

## Palmarès
- 1985
  - Mini Transat

- 1992-1993
  - Abandon dans le Vendée Globe sur Maître CoQ